# Массов (коммуна)
Массов (нем. Massow) — община в Германии, в земле Мекленбург-Передняя Померания.
Входит в состав района Мюриц. Подчиняется управлению Рёбель-Мюриц. Население составляет 226 человек (на 31 декабря 2010 года). Занимает площадь 17,43 км².